# Абросимов Геннадій Єгорович
Абро́симов Генна́дій Єго́рович (*15 березня 1939) — до 2009 року був генеральним директором НВП «Радіотехніка» Всеросійського товариства сліпих у місті Сарапул, Удмуртія, Росія. Закінчив Іжевський механічний інститут в 1974 році. Вибирався депутатом Сарапульської міської Ради народних депутатів, Верховної Ради Удмуртської АРСР, Державної Ради Удмуртської Республіки. Почесний громадянин міста Сарапул.
Нагороджений медалями «За доблесну працю» та В ознаменування 100-річчя з дня народження Леніна (1978), орденом Пошани (1995).